# LU 250 EG-FT
LU 250 EG-FT – francuska bomba odłamkowo-burząca, odpowiednik amerykańskiej Mark 82 wagomiaru 500 funtów. Bomba może być przekształcona w bombe hamowana poprzez montaż w miejscu stateczników urządzenia BSU-49/B. LU 250 EG-FT może być przenoszona przez samoloty Super Étendard, Jaguar, Mirage III, Mirage 5, Mirage F1 i Mirage 2000.